# Pomona Township (Illinois)
Die Pomona Township ist die flächenmäßig größte von 16 Townships im Jackson County im Südwesten des US-amerikanischen Bundesstaates Illinois. Im Jahr 2010 hatte die Pomona Township 802 Einwohner.

## Geografie
Die Pomona Township liegt rund zwei Kilometer östlich des Mississippi, der die Grenze zu Missouri bildet. Die Mündung des Ohio an der Schnittstelle der Bundesstaaten Illinois, Missouri und Kentucky befindet sich rund 90 km südlich.
Die Pomona Township liegt auf 37° 39′ N, 89° 21′ W und erstreckt sich über 136,76 km², die sich auf 129,52 km² Land- und 7,24 km² Wasserfläche verteilen. Die Township wird im Westen vom Big Muddy River begrenzt, einem linken Nebenfluss des Mississippi. Im Osten der Township liegt der Cedar Lake, ein durch Aufstauen des Cedar Creek entstandener Stausee.
Die Pomona Township liegt im Süden des Jackson County und grenzt südlich an das Union County. Innerhalb des Jackson County grenzt die Pomona Township im Westen abgegrenzt durch den Big Muddy River an die Grand Tower Township, im Nordwesten an die Sand Ridge Township, im Norden an die Murphysboro Township, im Nordosten an die Carbondale Township sowie im Osten an die Makanda Township.

## Verkehr
Durch die Township verläuft in Nord-Süd-Richtung die Illinois State Route 127. Alle weiteren Straßen sind County Roads oder weiter untergeordnete und zum Teil unbefestigte Fahrwege.
Mit dem Southern Illinois Airport befindet sich rund 25 km nordöstlich der Pomona Township ein Regionalflughafen. Der nächstgelegene größere Flughafen ist der Lambert-Saint Louis International Airport (rund 180 km nordwestlich).

## Demografische Daten
Nach der Volkszählung im Jahr 2010 lebten in der Pomona Township 802 Menschen in 327 Haushalten. Die Bevölkerungsdichte betrug 6,2 Einwohner pro Quadratkilometer. In den 327 Haushalten lebten statistisch je 2,45 Personen. 
Ethnisch betrachtet setzte sich die Bevölkerung zusammen aus 96,8 Prozent Weißen, 0,2 Prozent Afroamerikanern, 0,1 Prozent amerikanischen Ureinwohnern, 0,2 Prozent Asiaten sowie 0,6 Prozent aus anderen ethnischen Gruppen; 2,0 Prozent stammten von zwei oder mehr Ethnien ab. Unabhängig von der ethnischen Zugehörigkeit waren 1,2 Prozent der Bevölkerung spanischer oder lateinamerikanischer Abstammung. 
20,1 Prozent der Bevölkerung waren unter 18 Jahre alt, 66,1 Prozent waren zwischen 18 und 64 und 13,8 Prozent waren 65 Jahre oder älter. 49,5 Prozent der Bevölkerung war weiblich.
Das mittlere jährliche Einkommen eines Haushalts lag bei 31.890 USD. Das Pro-Kopf-Einkommen betrug 19.033 USD. 12,3 Prozent der Einwohner lebten unterhalb der Armutsgrenze.

## Ortschaften
Neben Streubesiedlung existieren in der Pomona Township folgende (gemeindefreie) Siedlungen:
- Etherton
- Pomona